# 复兴镇 (阿荣旗)
复兴镇，是中华人民共和国内蒙古自治区呼伦贝尔市阿荣旗下辖的一个乡镇级行政单位。

## 行政区划
复兴镇下辖以下地区：
地房子村、靠山村、铁山村、小黑信子村、大泉山村、东兴村、大黑信子村、老石场村、红毛沟村、天台岭村、六间房村和大兴村。